# Episode-Polka
Die Episode-Polka ist eine Polka-française von Johann Strauss Sohn (op. 296). Das Werk wurde am 20. Februar 1865 im Redouten-Saal der Wiener Hofburg erstmals aufgeführt.

## Einzelnachweis
1. ↑  Quelle: Englische Version des Booklets (Seite 56) in der 52 CDs umfassenden Gesamtausgabe der Orchesterwerke von Johann Strauß (Sohn), Hrsg. Naxos (Label). Das Werk ist als siebter Titel auf der 19. CD zu hören.